# Łętownia (powiat leżajski)
Łętownia – wieś w Polsce położona w województwie podkarpackim, w powiecie leżajskim, w gminie Nowa Sarzyna.
W latach 1954–1972 wieś należała i była siedzibą władz gromady Łętownia. W latach 1975–1998 miejscowość należała administracyjnie do województwa rzeszowskiego.

## Części wsi
| SIMC    | Nazwa     | Rodzaj     |
| ------- | --------- | ---------- |
| 0657533 | Babiarze  | przysiółek |
| 0657527 | Gościniec | przysiółek |
| 0657496 | Koszel    | część wsi  |
| 0657556 | Kuligi    | przysiółek |
| 0657540 | Majdan    | przysiółek |
| 0657504 | Padół     | część wsi  |
| 0657510 | Podbór    | część wsi  |

## Historia
Nie zachowały się żadne dokumenty datujące powstanie wsi. Zarówno Górno, jak i Łętownia wymienione są w akcie lokacyjnym Woli Zarczyckiej z 1578 roku oraz dokumentu lokacyjnego wsi Kamień podpisango przez króla Stefana Batorego w dniu 14 września 1578 r. W 1655 podczas najazdu Szwedów miał miejsce pożar, w którym całkowicie został zniszczony zamek dziedziczki feudalnej tego terenu, Katarzyny Ulińskiej. Zamek ten znajdował się w najwyżej położonej części wsi - w miejscu, w którym obecnie znajduje się kościół i cmentarz parafialny. W dalszej części jest Padół, którego nazwa pochodzi od obniżającego się terenu oraz bagien, które tam się znajdowały. Na końcu wsi znajduje się Podbór, a nazwa pochodzi od dawnego sąsiedztwa skraju lasów dawnej Puszczy Sandomierskiej. W miarę rozrastania się wsi powstały też jej przysiółki: Gościniec, Babiarze, Krzywdy, Kuligi i Majdan. Z imieniem właścicielki posiadłości związany jest kościół zbudowany pw. św. Katarzyny. Przed II wojną światową w Łętownię zamieszkiwała liczna grupa Żydów. Niedaleko cmentarza znajdowała się bożnica.

## Kościół
W 1602 roku właścicielka wsi Katarzyna Ulińska ufundowała kościół, w którym posługiwali duchowni z Rudnika. W 1684 roku pierwszym samodzielnym zarządcą został ks. Walenty Sokołowski. W 1719 roku z fundacji Sołtyków wybudowano murowany kościół, którego poświęcenia w 1742 roku dokonał bp Michał Ignacy Kunicki. Na przełomie XIX i XX wieku kościół został przedłużony przez ks. Jana Skupnia. W 1928 roku dekretem bpa Anatola Nowaka została erygowana parafia pw. św. Katarzyny, a jej pierwszym proboszczem został ks. Wojciech Krysa. W 1932 roku kościół został poszerzony. W latach 1986–1989 podczas generalnego remontu dobudowano wieżę.
Do parafii przynależą: Łętownia, Wólka Łętowska, Gościniec i Babiarze.
Parafia w Łętowni należy do dekanatu Rudnik nad Sanem.

## Gospodarka
Mieszkańcy miejscowości zajmują się głównie wikliniarstwem, na terenie miejscowości znajduje się wiele zakładów skupujących i produkujących wyroby z wikliny. Jest też kilka firm budowlanych oraz handlowo-usługowych.

## Szkolnictwo
Na terenie miejscowości znajduje się przedszkole samorządowe oraz dwie szkoły podstawowe.

## Sport
W Łętowni działają trzy kluby sportowe:
- Advit Łętownia – drużyna piłkarska występująca w A klasie okręgu Stalowa Wola
- PUKS Arka – do niedawna prowadzono dwie sekcje, piłkarską oraz tenisa stołowego, obecnie w klubie działa tylko sekcja tenisa stołowego, w której to Arka odnosi sukcesy na szczeblu wojewódzkim i ogólnopolskim.
- KS MAJDAN - drużyna piłkarska występująca w B klasie okręgu Stalowa Wola. Klub powstał w 2010 roku.

We wsi urodził się piłkarz Władysław Kuraś.